# Gerald Bisinger
Gerald Bisinger (geboren am 8. Juni 1936 in Wien; gestorben am 20. Februar 1999 ebenda) war ein österreichischer Schriftsteller. Er wirkte insbesondere als Lyriker, Redakteur, Herausgeber und Übersetzer.

## Leben
Bisinger studierte Psychologie und Romanistik (italienisch) in Wien. Danach betreute er von 1962 bis 1970 die Lyrikredaktion der Wiener Kulturzeitschrift Neue Wege. 1964 siedelte er nach Berlin über, wo er von 1964 bis 1968 Mitarbeiter des Literarischen Colloquiums und von 1980 bis 1986 Redakteur der Zeitschrift Literatur im technischen Zeitalter war. 1986 kehrte er nach Wien zurück, wo er als freier Mitarbeiter des ORF arbeitete und bis zu seinem Tod lebte. Von 1989 bis 1994 war er Mitglied des Redaktionsteams der Linzer Literaturzeitschrift Die Rampe.
1973 war Bisinger Mitbegründer der Grazer Autorinnen Autorenversammlung. Als langjähriger Wegbegleiter der literarischen Avantgarde Österreichs war er eine wesentliche Vermittlerfigur und wirkte schon früh für eine Anerkennung der Wiener Gruppe. Darüber hinaus machte er das bis 1969 nur verstreut vorliegende lyrische Gesamtwerk H. C. Artmanns (ohne die Mundartlyrik) zugänglich (H. C. Artmann: ein lilienweißer brief aus lincolnshire. Ffm. 1969). Damit war der Rang des „Meisters“, wie Bisinger  Artmann nannte, in die Literaturgeschichte eingeschrieben. Bisinger wirkte auch als Übersetzer von Werken Edoardo Sanguinetis, Umberto Ecos und Nanni Balestrinis und anderen. Er spielte insgesamt eine wichtige Vermittlerrolle für die deutschsprachige wie die Literatur des mitteleuropäischen Raumes der 1960er bis 1980er Jahre. Ein Beispiel für diese Vermittlerrolle ist die Empfehlung des ersten Manuskripts der späteren Literaturnobelpreisträgerin Elfriede Jelinek an den Rowohlt Verlag.
Im Wien der 1960er-Jahre hatten Ernst Jandl und Friederike Mayröcker mit der von Gerhard Rühm so benannten „Wiener Gruppe“ um H.C. Artmann Kontakt –  Mayröcker, die heute als eine der bedeutendsten Dichterinnen unserer Zeit gilt, am intensivsten mit Andreas Okopenko und Gerald Bisinger. Nach Aussage Mayröckers war es nach 1945 für Ernst Jandl, Andreas Okopenko und sie selbst zunächst nicht möglich, ihre Werke zu publizieren. Diese Möglichkeit gab es erst in den frühen 60er Jahren in der Bundesrepublik: Bisinger vermittelte Mayröcker an den Rowohlt Verlag, wo 1966 ihr erster Gedichtband „Tod durch Musen“ herauskam. (Ernst Jandl ging zum Schweizer Walter Verlag.) Schon ein Jahr zuvor prägte Bisinger in einer Rezension zu Mayröckers Gedichtband „metaphorisch“ eine für die Mayröcker-Forschung bis heute zentrale Zuordnung, indem er von einer „österreichischen Variante“ des langen Gedichtes sprach. Dabei spielt in Bisingers Beobachtung die Kategorie der Atmung eine wichtige Rolle: Der freiere Atem Mayröckers nehme in Versbau und Schriftbild Gestalt an, so Bisinger. Wie für viele österreichische Autoren der Avantgarde wurde der Brückenschlag in die Bundesrepublik, vor allem nach Berlin, für Friederike Mayröcker entscheidend. Bisinger, der damals für das Literarische Colloquium Berlin tätig war, lud sie gemeinsam mit Ernst Jandl 1971 und 1973 für je ein Jahr nach Berlin ein.
Die Begegnung mit Bisinger 1966 markierte auch für Barbara Frischmuth gewissermaßen den Beginn der Karriere als Schriftstellerin. Er schlug sie als Teilnehmerin einer Tagung des Berliner Literarischen Colloquiums am Wannsee vor, wo sie Walter Höllerer, Klaus Reichert und Norbert Millern kennenlernte. Ihr erstes Prosabuch Die Klosterschule erschien 1968 unter der Mithilfe von Gerald Bisinger und Klaus Reichert beim Suhrkamp-Verlag. Der Erfolg war groß. Bald wurde Frischmuth zu Lesereisen, Autorentreffen und Rundfunksendungen eingeladen und machte Bekanntschaft mit etlichen literarischen Persönlichkeiten.
Im von Walter Höllerer, Renate von Mangoldt und Bisinger gedrehten Film „Das literarische Profil von Rom“, interviewte Bisinger Ingeborg Bachmann neben italienischen Avantgardisten wie z. B. Pier Paolo Pasolini. (Beim Drehen des Films entstand auch eine berühmte Aufnahme von Bachmann, wie sie die Via dei Condotti hinunterschlendert, im Hintergrund die Spanische Treppe, mit einer Sonnenbrille in den Händen und ganz in Schwarz gegleidet.) Auch der zugehörige Band „Das literarische Profil von Rom“, den Bisinger und Höllerer 1970 für das Colloquium zusammenstellten, präsentierte Bachmann als einzige deutschsprachige Autorin neben der italienischen Avantgarde, wodurch Bachmann in der deutschen Kulturlandschaft zunehmend im italienischen Kontext wahrgenommen wurde.
Das Editionskonzept der Neuausgabe von Hertha Kräftners Werk 1997 folgt einer These, die Bisinger schon in den 60er Jahren formulierte und der zufolge es sich bei Kräftners Schriften im eigentlichen um einen geschlossenen und zusammengehörigen Text, um etwas wie einen integrativen Roman, handelt.
Für seine eigenen literarischen Arbeiten, die seit 1963 in Handpressen, Klein- und Autorenverlagen erschienen, war die Lyrik bestimmend, wobei er seine Arbeiten teilweise zweisprachig auf Italienisch und Deutsch verfasste.
In „7 Gedichte zum Vorlesen“ (1968) gewann Bisinger die für ihn dominant-prägnante Form des antikisierenden Langgedichts. Bisinger wandte sich mehr und mehr Alltäglichkeiten zu, die einem kanalisierten Assoziationsfluss durch die Strenge der Form ausgesetzt wurden. In seinen Werken (Poema ex Ponto I-III (1972–1982)) und den Veröffentlichungen nach seiner Rückkehr nach Wien (1986) erweiterte er dieses Verfahren zu der für ihn typischen poetologischen Formel: „Hier sitze ich und schreibe“. Am Ende seiner Texte, die in späteren Jahren verstärkt um Alter und Tod kreisten (Ein alter Dichter, 1998), stand die scheinbar banale, aber auf hochartifizielle Weise gewonnene Einsicht: „Ich bin noch hier, ich erinnere mich noch an mich.“
Wolfgang Rath schrieb im Kritischen Lexikon der deutschsprachigen Gegenwartsliteratur:

„Liebe und Tod; Erkenntnis und Rausch; Wissen um Zeit, Denken; locus amoenus und locus terribilis; die Motive und Topoi aus dem literarischen Erbe passieren in Gerald Bisingers Texten unaufdringlich Revue und kehren in Augenblicksvisionen wieder.“

Im erlebten Hier und Jetzt wolle sich das Kulturgedächtnis öffnen. In der Selbstverständlichkeit der Dichtungstradition der Moderne, deren Weltsicht Bisinger schon in der Antike rezipiert erkenne, erscheine die Erlebniswelt als monumentalisiertes Selbstempfinden:

„Innen und Außen sind konvertibel; Raum ist Metapher zeitlicher Existenz. […] Der Titel Poema ex Ponto ist den leitmotivisch eingesetzten Epistulae ex Ponto von Ovid entlehnt. Die Assoziationen umgreifen das abendländische Weltgedächtnis von ‚jetzt‘ bis in mythische Zeiten.“

Ludwig Harig charakterisierte Bisingers Lyrik 1982 anlässlich des Erscheinens der Gedichte auf Leben und Tod als „ein zugleich psalmodierendes und lamentierendes Sprechen, begleitet von einer vertrackten Komik, die seine Lyrik nicht zur sentimentalen Tirade abgleiten läßt.“ 1986 plädierte Friederike Mayröcker dafür, Bisingers Gedichte in ihrem Alltagsgewand nicht gering zu schätzen:

„Mögen ihm noch viele Jahre diese seine scheinbar mühelos hingeworfenen Parlandoverse zuflieszen [sic]: diese privat-dokumentarischen Zaubergedichte.“

Michael Hammerschmid charakterisierte Bisingers Dichtung 2016 wie folgt: In seiner Poetik setze Bisinger auf die Poesie als Mittel der Erkenntnis. Eine Poetik, die sich der lateinischen Dichtung als ideellem Referenzraum verpflichtet. Mit durchaus heiterer Konsequenz hielt Gerald Bisinger über rund vier Jahrzehnte die Selbsterkundung seines Dichter-Ichs als Teil der Welt in Gang, das in jedem Gedicht über sein Dasein Auskunft gibt. Die äußerliche Ähnlichkeit der Gedichte verkürzt auf einen ersten Blick den langen Zeitraum ihres Entstehens, der gut 40 Jahre umfasst.
Bisingers Gedichte sind Art Ur-Szene mit einigen wenigen Elementen verpflichtet. Ort des Geschehens ist das Wirtshaus, das Gasthaus, manchmal auch das Caféhaus oder der Biergarten.
Weiteres Element ist Trinken, Essen, das Rauchen von Zigaretten und sich nachdenkend und schreibend seines eigenen Daseins zu vergewissern, es auch in Frage gestellt zu sehen. Die Wiederholungen und Variationen dieser Elemente kann man als innere Metamorphose begreifen.
Die Gedichte erhalten eine gelassene Selbstverständlichkeit, die ihre Neugierde an der Welt und Innen-Welt auf den Leser überträgt durch eine innere Bewegung des Erinnerns, des gedanklichen Schweifens und des Beobachtens. Das universellste Element in den Gedichten ist Ort und Zeit. Sie sind in den Gedichten in Spannungsverhältnissen, die das Werk insgesamt in Bewegung halten. Alle Gedichte Bisingers sind mit einer Orts- und Zeitangabe versehen, in denen die verstreichende Zeit wie ein elementarer Grundton erklingt. Auf diese Weise wird der Eindruck einer in Stationen ablaufenden und kontinuierlichen Erzählung suggeriert, vergleichbar einer Biographie in einzelnen Kapiteln. Durch dieses Verhältnis zur Zeit erhält jedes Gedicht Merkmale einer Notiz, sie wirken dadurch licht und leicht und nicht unter dem Diktat der Ewigkeit erzwungen.
Dem Vergehen der Zeit ist die vermeintliche Beständigkeit der Orte entgegengesetzt. Aber auch Orte verändern sich, beispielsweise im Wechsel der Tages- und Jahreszeiten. Das Ich reagiert auf die Zeit unterschiedlich:

„Das unterschiedlich reagierende Ich als dritte Entität mengt sich in actu mit seinem Denken, Vorstellen, Wahrnehmen und Schreiben in diese Interaktionen von Räumen und Zeiten. In Bisingers Parlando zwischen den Daseins-Kategorien eröffnen sich Komplexität und Widersprüchlichkeit dieser Gedichte. Ununterbrochen wie die Zeit scheinen sie ohne Interpunktion dahinzufließen, umso überraschender wirken deshalb die Brüche und Diskontinuitäten in ihrem Inneren: Montage und Verschneidung von Motiven und kalkuliert gesetzte Zeilenbrüche stellen die Geschlossenheit der Gedankenbilder und die Sinneinheiten des Einzelverses in Frage, dehnen oder brechen Zusammenhänge, schieben Informationen auf oder verdichten und beschleunigen sie. Kurz: diese Art „wilder Dramaturgie“ erzeugt eine Vielzahl an Dynamiken und Lektüremöglichkeiten und verändert das präfigurierte Denk- und Wahrnehmungsgefüge der Grammatik von innen her.“

Bisingers Interesse am Phänomen Zeit zeigt sich auch an Gedichttiteln und Kapitelüberschriften. Dem Fließenden der Verwandlungsmomente ist beiläufig entgegengesetzt die Diskontinuität eines Vorher und Nachher und eines Dazwischen. Das Motiv der Vanitas wird hier eingeschrieben in Bisingers lyrisches Protokoll des Daseins. Als Gegenwartsdichtung weist es zurück in die Dichtungspraxis der Antike, wo er seinen ästhetischen Resonanzraum findet. Oft werden lateinische Dichterzitate als Motti der Gedichte gewählt, und die Gedichte sind von den antiken Versmaßen und deren Organisation zu Pentametern und Hexametern durchdrungen und ohne diese nicht zu denken. Bisingers Dichtung ist weder hoch noch niedrig, aber der Körper des Dichter-Ichs scheint als „höchste Niederung“ immer präsent.
Der Name Bisingers fällt häufig in seiner Funktion als Vermittler und Weggefährte österreichischer Autorinnen und Autoren. Gründe dafür, dass Bisingers unprätentiöse Gedichte öffentlich weniger wahrgenommen werden als seine Verdienste als Vermittler, werden darin gesehen, dass sie im Gewand einer „Ästhetik des Unscheinbaren“ daherkommen. Daniela Strigl plädierte mit Friederike Mayröcker dafür, Bisingers "Parlandoverse" in diesem „Alltagsgewand“ und ihrer betonten Beiläufigkeit nicht gering zu schätzen. In ihnen erschaffe sich ein Ich dadurch, dass es im Akt des Wahrnehmens aufgeht. Dass Bisingers Protokolle situativer Beheimatung oft einfache Tatsachen einbeziehen, hat die Rezeption seiner Poesie auch häufig zu anekdotisch-lokalkoloristischem Realismus verkürzt, obwohl die Kataloge real existierender Namen und Marken, beispielsweise wiederholte Nennungen osteuropäischer Billigzigaretten wie „Petra“ oder die genau notierten Namen von Gastwirtschaften und Kaffeehäusern als sprachliche objets trouvés funktionieren, die diese Textwelt strukturieren.

Soeben hab ich in Mosers Heurigen-

keller an der Maroltingergasse in

Wien-Ottakring ein sogenanntes

Aktionsschnitzel verzehrt mit

Kartoffelsalat für öS fünfund-

dreissig das gleiche kostet anders-

wo eher das Doppelte oder auch mehr

schlückchenweise trinke ich Rotwein

in diesem düsteren und ebenso bun-

ten Keller mit Fleischer- statt Klei-

derhaken unter den Fenstern meinen

Mantel leg auf den Stuhl stets ich

mir gegenüber schreib angestrengten

Blickes jetzt an diesem Gedicht

(Ausschnitt aus In Mosers Heurigenkeller)
Bisinger war in erster Ehe verheiratet mit der Schriftstellerin Elfriede Gerstl und hatte mit ihr eine Tochter, Judith Bisinger (geboren 1960). In zweiter Ehe war er ab 1980 mit der Malerin Eva-Maria Geisler-Bislinger, geborene Geisler, verheiratet, mit ihr hatte er einen Sohn, Johann August Bisinger (geboren 1977). 1999 starb er nach langer Krankheit wenige Tage vor Überreichung des Österreichischen Würdigungspreises für Literatur. Die letzten beiden Gedichtbände seines Spätwerks erschienen postum. Sein Nachlass befindet sich in der Österreichischen Nationalbibliothek (ÖLA 313/07).
Er wurde auf dem Ottakringer Friedhof (Gr. 3, R. 1, Nr. 6) in Wien beerdigt.

## Würdigungen
- 1961 Förderungsbeitrag des Wiener Kunstfonds der Zentralsparkasse Wien für Literatur
- 1964 und 1990 Förderungspreis für Literatur des Theodor-Körner-Stiftungsfonds zur Förderung von Wissenschaft und Kunst
- 1964 Berlin-Aufenthaltsstipendium vom Kulturkreis im Bundesverband der Deutschen Industrie
- 1988 Preis des Literaturwettbewerbs des Adolf-Schärf-Fonds zur Förderung von Wissenschaft und Kunst der Zentralsparkasse Wien
- 1992 Staatsstipendium des Bundesministeriums für Unterricht und Kunst für Literatur
- 1998 Würdigungspreis des Bundeskanzleramtes
- 1999 Österreichischer Würdigungspreis für Literatur

## Werke
- Zikaden und Genever. Prosa. Wien 1963.
- Ein Drachenteufel & hinterhältig. Prosa. Berlin 1968.
- 5 kurze Gedichte für Kenner. Berlin 1968.
- 7 Gedichte zum Vorlesen. Verlag: Berlin, Literarisches Colloquium, 1968
- 7 neue Gedichte. 7 nuove poesie. Turin 1971 (zweisprachig).
- Poema ex ponto. Poetische Nachrichten aus der östlichen Latinität. Gedichte. Erlangen 1977.
- Fragmente zum Ich. Frammenti sull'io. Turin 1977 (zweisprachig).
- Poema ex Ponto II. Gedichte. Berlin 1978.
- Gedichte auf Leben und Tod. Basel 1982.
- Poema ex ponto III. Gedichte. Berlin 1982.
- Ein Stück Natur. Berlin 1983
- Was erwart ich mir sonst oder Selbstverständliches Manifest der Postmoderne. Berlin 1984.
- Am frühen Lebensabend. Trilogie: Gedichte auf Leben und Tod; So schreitet die Erkenntnis fort; In Friedhofsnähe. Graz 1987.
- Le poème du lac Léman. Das Gedicht vom Genfer See. Berlin 1988
- Mein Ort bleibt nur das Gedicht. Wien 1989.
- Fußfassen wieder in Wien in dieser neuen Gegenwart. Herbstpresse, Wien 1991
- Realität faßt mich an. Über Dichtung und Dichter. Ausgewählte Gedichte aus den 70er Jahren. Wien 1993.
- Ein alter Dichter. Gedichte. Graz 1998.
- Dieser Tratsch. Gedichte. Graz 1999.
- Im siebenten Jahrzehnt. Letzte Gedichte. Graz 2000.

Herausgabe:
- Gerald Bisinger, Peter O. Chotjewitz (Hrsg.): Der Landgraf zu Camprodon. Festschrift für den Husar am Münster Hieronymus Caspar Laertes Artmann. Herausgegeben von seinen Freunden Gerald Biesinger und Peter O. Chotjewitz. Verlag Ulrich Ramsegger, Berlin 1966.
- mit Walter Höllerer: Das literarische Profil von Rom. Berlin 1970.
- H. C. Artmann: ein lilienweißer brief aus lincolnshire.  Frankfurt am Main 1969.
- Über H. C. Artmann. Frankfurt am Main 1972.
- Autoren im Haus – Zwanzig Jahre Literarisches Colloquium Berlin. Ein Lese-, Bilder- und Quellenbuch der Gegenwartsliteratur. Herausgegeben von Walter Höllerer zusammen mit Gerald Bisinger, Detlef Krumme, Ursula Ludwig, Renate von Mangoldt, Wolfgang Ramsbott. Galerie Wannsee Verlag, Berlin 1982.

Übersetzungen (Auswahl):
- Edoardo Sanguineti: Reisebilder. Berlin 1972.
- Umberto Eco: Die drei Kosmonauten. Kinderbuch. Frankfurt am Main 1971.
- Nanni Balestrini: Weitschweifige Tänze verbal. München 1978.
- Nanni Balestrini: Alles auf einmal. Berlin 1991.